# Paul de la Cuesta
Paul de la Cuesta Esnal, né le 28 novembre 1988 à Saint-Sébastien, est un skieur alpin espagnol.

## Biographie
Membre du club Club Aranés d'Esports d'Iuèrn à Lleida, il devient double champion d'Espagne en 2005 à l'âge de seize ans.
Il fait ses débuts dans la Coupe du monde en octobre 2009 au slalom géant de Sölden et obtient son meilleur résultat en 2012 sur la descente de Bormio avec le 40e rang. Il prend part à quatre éditions des Championnats du monde entre 2007 et 2013, pour obtenir son meilleur résultat dans l'élite en 2013 à Schladming avec une 18e place au super-combiné. Sur les Jeux olympiques, qu'il participe en 2010 et 2014, il signe deux top trente à Sotchi en 2014 : 22e du combiné et 28e de la descente.
Dans la Coupe d'Europe, dont il dispute depuis 2007, il obtient son meilleur résultat en 2014 au super G de Soldeu avec le neuvième rang. Lors de la saison 2014-2015, l'ultime de sa carrière, il monte sur un podium sur la Coupe Nord-américaine avec une troisième place à la descente de Lake Louise.

## Palmarès

### Jeux olympiques d'hiver
| Épreuve / Édition | Vancouver 2010 | Sotchi 2014 |
| Descente          | 51e            | 28e         |
| Super G           | 35e            | Abandon     |
| Slalom géant      | 32e            | 36e         |
| Super combiné     | -              | 22e         |
| Slalom            | -              | -           |

### Championnats du monde
| Épreuve / Édition       | Åre 2007 | Val d'Isère 2009 | Garmisch-Partenkirchen 2011 | Schladming 2013 |
| Descente                | –        | 26e              | 37e                         | 33e             |
| Super G                 | -        | -                | Abandon                     | 37e             |
| Slalom géant            | Abandon  | 46e              | 37e                         | -               |
| Combiné / Super combiné | –        | Abandon          | -                           | 18e             |

### Coupe du monde
- Meilleur résultat : 40e.

### Coupe nord-américaine
- 1 podium.

### Championnats d'Espagne
- 3 fois champion en Super G : 2005, 2012 et 2014
- 2 fois champion de slalom géant : 2005 et 2010